# 第十名现象
第十名现象是中国大陆杭州市天长小学老师周武提出的一种关于学生在校成绩和日后成就相关性的教育学理论。具体指在小学班级内考试排名在第十名左右的人在日后工作与学习中会取得较大成就。中国大陆民间及后来的教育学者后来采用了一种更模糊性的表述：学生时代成绩中等的学生在日后的工作中会比成绩顶尖的学生成就更大。

## 起源
1989年，周武受邀参加一次毕业学生的聚会时发现，聚会中取得成就较大的学生都是当时成绩中等偏上和不太出色的学生。而相反的，当年那些成绩突出的优秀学生，成就没有原来期待的好。这个现象引发周武的好奇，他开始对自己毕业班学生追踪。经过十年针对151位学生的追踪调查，周武发现，学生的成长是一个动态的过程。在这种动态变化中，小学的好学生随着年级升高，出现成绩名次后移。而小学时排在七到十五名的学生，在进入初中、高中后，名次却往前移动。而到日后工作中，差距进一步拉大。那些成绩中游的学生在后来的学习和工作中“出乎意料地表现出色”，并成长为“栋梁型”人才；相反，那些当年备受老师宠爱、成绩数一数二的优秀学生，长大后却淡出优秀行列，甚至在其后的升学和就业等方面屡屡受挫。在1999年，《钱江晚报》记者张谷风撰写报道《耐人寻味的第十名现象》，引起了全国关于应试教育和素质教育的争论。

## 解释
周武解释，中等学生的共同特征为：
- 他们受老师和父母的关注不那么多，
- 学习的自主性更强、兴趣更广泛。

名列前茅的学生的共同特征：
- 得到父母、师长过分关注
- 过分关注学科成绩

由于尖子生在学习过程中受到过多干涉，反而扼抑了潜能和学习自主性。而家长与老师对中等学生期望不是非常高，所以学习过程中更能享受学习本身带来的乐趣，更能在自然状态下学习。

## 影响
第十名现象在当时中国大陆产生了巨大反响，引起了对应试教育的反思，促使民众开始关心减负、素质教育等议题。文章见报后，有数百人向《钱江晚报》编辑部致电发表见解。浙江省教委有关负责人也就此发表看法，并推动了浙江省十项教育减负措施的出台。其他省市媒体纷纷对这一报道给予极大的关注，《人民日报》也就此事发表推进素质教育、减轻过重课业负担的评论员文章。1999年２月７日，中央电视台１２演播室在就金华市徐力杀母事件展开素质教育大讨论时，特地邀请理论提出者周武赴京现场解说。
网易CEO丁磊被认为是第十名现象的著名例证。他当年高中同班同学江鸿回忆说丁磊在高中学习成绩并不出色，“不过最好也只在第十至二十位之间，从来没有杀进班级前十名，更别提在年级内的排名了。”江鸿在接受新华网记者采访时评价“这与其后来首富地位极不相称，丁磊这个个例也是符合‘第十名现象’的。”

## 另見
- 高分低能